# Heteropoda truncus
Heteropoda truncus är en spindelart som först beskrevs av Henry Christopher McCook 1878.  Heteropoda truncus ingår i släktet Heteropoda och familjen jättekrabbspindlar. Inga underarter finns listade i Catalogue of Life.